# Найвищий ступінь
Найви́щий сту́пінь, або суперляти́в, суперлати́в (лат. gradus superlativus) — граматична категорія прикметника й прислівника, яка позначає більший ступінь прояву ознаки (якості) порівняно з тією ж ознакою, позначеною звичайним ступенем; один з трьох ступенів порівняння — поряд зі звичайним і вищим.
Архаїчні церковнослов'янські форми суперлятиву вживаються в шанобливому звертанні до духовних осіб: «всечесні(й)ший», «всесвітлі(й)ший», «блаженні(й)ший», «святі(й)ший», «священні(й)ший».

## В українській мові
Найвищий ступінь порівняння прикметників і прислівників в українській мові має дві форми: просту (синтетичну) й складену (аналітичну).
Проста форма утворюється доданням префікса «най-» до форми вищого ступеня: найкращий, найбільший, найвдаліший.
Складена форма вживається переважно в науковому й офіційно-діловому стилях. Також її рекомендують вживати у разі, якщо прикметник має понад три склади. Її утворюють вживанням найвищого ступеня прислівників «багато», «мало» — «найбільш», «найменш» зі звичайним ступенем якісного прикметника або прислівника.
Окрім того, найвищий ступінь прикметників може бути посилений доданням часток «що» і «як», які пишуться разом з префіксом «най»: щонайсильніший, якнайбільший, якнайшвидший.

### Правила вживання і побудови найвищого ступеня
- Неправильно утворювати найвищий ступінь, вживаючи слова «самий, сама, саме, самі» замість префікса «най-»: сама вигідна пропозиція, сама краща картина, самий великий виграш. Тож правильно — найвигідніша пропозиція, найкраща картина, найбільший виграш.
- Порушенням норми є утворення найвищого ступеня від відносних і присвійних прикметників (вони не ступенюються): так, поширеною помилкою є словосполучення типу «найпрофесійніший програміст», бо «професійний» означає належність до професії, а не рівень кваліфікації. Правильним у цьому разі має бути — «найпрофесіональніший програміст».

### Елятив
Безвідносно інтенсивну появу ознаки показує так званий елятив (прегарний, дуже гарний, народномовні: гарний-гарний, такий гарний, гарнісінький, гарнюсінький).

## Російська мова
У російській мові форми з префіксом «наи» і суфіксами «-айш-», «-ейш-» (наибольший, наилучший, прекраснейший, наивысший) вживають рідше, звичайнішим способом утворення найвищого ступеня є додання слів «самый, самая, самое, самые» (рідше — «наиболее») до форми звичайного ступеня прикметника або прислівника (самый большой, самая красивая, самое глубокое, наиболее важное).